# فن الرقص

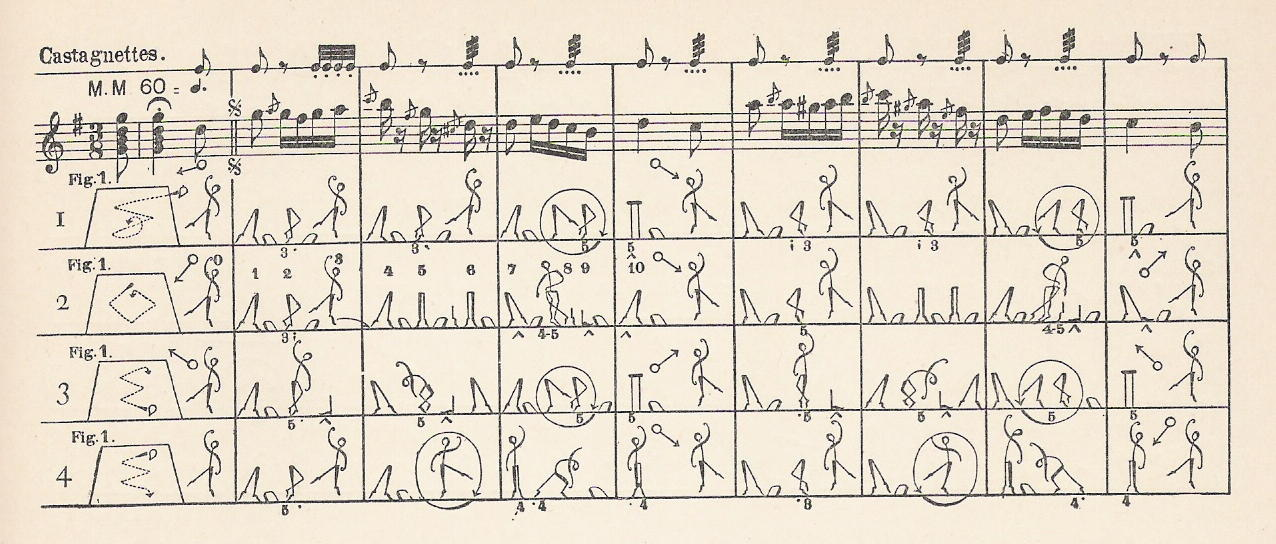
حركات رقصة الرقص الإسبانية Cachucha، باستخدام تدوين الرقص

فن الرقص هو علم باحث عن كيفية صدور الحركات الموزونة عن الشخص أو مجموعة اشخاص؛ بحيث يورثون الطرب والسرور لمن يشاهدها والرقص متعدد الأنواع. وغالبا ما يكون الرقص مصاحبا للموسيقا ويختلف باختلافها. ويُسمَّى من يصمم الرقصات: مصمم الرقصات (بالإنكليزية: Choreographer)